# Ordre de bataille unioniste de Bentonville
Les unités de l'armée de l'Union et les commandants suivants ont combattu lors la bataille de Bentonville de la guerre de Sécession. L'ordre de bataille confédéré est indiqué séparément.

## Abréviations utilisées

### Grade militaire
- MG = Major général
- BG = Brigadier général
- Col = Colonel
- Ltc = Lieutenant-colonel
- Maj = Commandant
- Cpt = Capitaine
- Lt = Lieutenant

### Autre
- (b) = blessé
- mb = mortellement blessé
- † = tué
- (PDG) = capturé

## Grande armée de l'ouest
MG William T. Sherman, commandant
Garde des quartiers généraux
7ème compagnie, des tireurs d'élite de l'Ohio
Ingénieurs et mécaniciens
1stMichigan : Col John B. Yates
1st Missouri (cinq compagnies)

### Aile droite (armée du Tennessee)
MG Oliver O. Howard
Escorte
15th Illinois Cavalry
Garde du train de pontons
14th Wisconsin, compagnie E

#### XVe corps
MG John A. Logan
| Division                                  | Brigade | Régiments et autres |
| ----------------------------------------- | --- | --- |
| Première division Bvt MG Charles R. Woods | Première brigade Bvt BG William B. Woods | - 12th Indiana - 26th Iowa - 27th Missouri - 31st/32nd Missouri (6 compagnies) - 76th Ohio                                                                |
| Première division Bvt MG Charles R. Woods | Deuxième brigade Col Robert F. Catterson | - 26th Illinois - 40th Illinois - 103rd Illinois - 97th Indiana - 100th Indiana : Col Ruel Johnson - 6th Iowa - 46th Ohio                                 |
| Première division Bvt MG Charles R. Woods | Troisième brigade Col George A. Stone | - 4th Iowa - 9th Iowa - 25th Iowa - 30th Iowa - 31st Iowa                                                                                                 |
| Deuxième division MG William B. Hazen     | Première brigade Col Theodore Jones | - 55th Illinois - 116th Illinois - 127th Illinois - 6th Missouri (compagnies A et B, 8th Missouri attached): Ltc Delos von Deusen - 30th Ohio - 57th Ohio |
| Deuxième division MG William B. Hazen     | Deuxième brigade Col Wells S. Jones | - 111th Illinois - 83rd Indiana - 37th Ohio - 47th Ohio - 53rd Ohio - 54th Ohio                                                                           |
| Deuxième division MG William B. Hazen     | Troisième brigade BG John M. Oliver | - 48th Illinois - 90th Illinois - 99th Indiana - 15th Michigan - 70th Ohio                                                                                |
| Troisième division Bvt MG John E. Smith   | Première brigade BG William T. Clark | - 63rd Illinois - 93rd Illinois (avec un détachement de non-vétérans du 18th Wisconsin) - 48th Indiana - 59th Indiana - 4th Minnesota                     |
| Troisième division Bvt MG John E. Smith   | Deuxième brigade Col Clark R. Wever | - 56th Illinois - 10th Iowa - 17th Iowa (une compagnie) - 26th Missouri (deux compagnies, un détachement, 10th Missouri) - 80th Ohio                      |
| Quatrième division Bvt MG John M. Corse   | Première brigade BG Elliott W. Rice | - 52nd Illinois - 66th Indiana - 2nd Iowa - 7th Iowa |
| Quatrième division Bvt MG John M. Corse   | Deuxième brigade Col Robert N. Adams | - 12th Illinois - 66th Illinois - 81st Ohio |
| Quatrième division Bvt MG John M. Corse   | Troisième brigade Col Frederick J. Hurlbut | - 7th Illinois - 50th Illinois - 57th Illinois - 39th Iowa                                                                                                |
| Quatrième division Bvt MG John M. Corse   | non affectée (non engagée) | - 110th United States Colored Troops |
| Artillerie Ltc William H. Ross            | - Battery H, 1st Illinois Light : Cpt Francis DeGress - Battery B, 1st Michigan Light: Lt Edward B. Wright - Battery H, 1st Missouri Light: Cpt Charles M. Callahan - 12th Wisconsin Battery : Cpt William Zickerick | |
| Non affectée                              | - 29th Missouri (monté) | |

#### XVIIe corps
MG Francis Preston Blair, Jr
Escorte
11th Illinois Cavalry (compagnie G)
| Division                                 | Brigade                                                                                          | Régiments et autres |
| ---------------------------------------- | ------------------------------------------------------------------------------------------------ | --- |
| Première division MG Joseph A. Mower     | Première brigade BG John W. Fuller                                                               | - 64th Illinois : Cpt Joseph S. Reynolds - 18th Missouri : Col Charles Sheldon - 27th Ohio - 39th Ohio                                     |
| Première division MG Joseph A. Mower     | Deuxième brigade Col Milton Montgomery                                                           | - 35th New Jersey - 43rd Ohio - 63rd Ohio - 25th Wisconsin                                                                                 |
| Première division MG Joseph A. Mower     | troisième brigade Col John Tillson                                                               | - 10th Illinois - 25th Indiana - 32nd Wisconsin                                                                                            |
| Troisième division BG Manning F. Force   | Garde de la pévôté                                                                               | - 20th Illinois : Ltc Henry King |
| Troisième division BG Manning F. Force   | Première brigade Col Cassius Fairchild                                                           | - 30th Illinois: Col Warren Shedd - 31st Illinois: Col Edwin S. McCook - 45th Illinois: Col John O. Duer - 12th Wisconsin - 16th Wisconsin |
| Troisième division BG Manning F. Force   | Deuxième brigade Col Greenberry F. Wiles                                                         | - 20th Ohio - 68th Ohio - 78th Ohio - 17th Wisconsin                                                                                       |
| Quatrième division Bvt MG Giles A. Smith | Première brigade BG Benjamin F. Potts                                                            | - 14th/15th Illinois (bataillon) - 53rd Illinois - 23rd Indiana - 53rd Indiana - 32nd Ohio                                                 |
| Quatrième division Bvt MG Giles A. Smith | Troisième brigade BG William W. Belknap                                                          | - 32nd Illinois - 11th Iowa - 13th Iowa - 15th Iowa - 16th Iowa                                                                            |
| Artillerie Maj Allen C. Waterhouse       | - Battery C, 1st Michigan Light: Lt William W. Hyser - 1st Minnesota Battery - 15th Ohio Battery | |
| Non affecté                              | - 9th Illinois (monté)                                                                           | |

### Aile gauche (armée de Géorgie, récemment, l'armée du Cumberland)
MG Henry W. Slocum
État-major :
- Ingénieur en chef: lieutenant William Ludlow

Pontonniers
58th Indiana

#### XIVe Corps
Bvt MG Jefferson C. Davis
État-major :
- Chef d'état-major : Ltc Alexander C. McClurg
- Inspecteur Général: Ltc Henry G. Litchfield

| Division                                | Brigade | Régiments et autres |
| --------------------------------------- | --- | --- |
| Première division BG William P. Carlin  | Première brigade Bvt BG Harrison C. Hobart | - 104th Illinois : Maj John Widmer - 42nd Indiana - 88th Indiana - 33rd Ohio : Cpt Joseph Hinson - 94th Ohio - 21st Wisconsin                                                                                  |
| Première division BG William P. Carlin  | Deuxième brigade Bvt BG George P. Buell | - 13th Michigan : Maj Willard Eaton (†) - 21st Michigan - 69th Ohio |
| Première division BG William P. Carlin  | Troisième brigade Ltc David Miles (w) Ltc Arnold McMahan | - 38th Indiana : Cpt James H. Low (mb) - 21st Ohio : Ltc Arnold McMahan - 74th Ohio - 79th Pennsylvania |
| Deuxième division BG James D. Morgan    | Garde de la prévôté | - 110th Illinois (compagnies A & B, 24th Illinois attaché) |
| Deuxième division BG James D. Morgan    | Première brigade BG William Vandever | - 16th Illinois : Cpt Herman Lund - 60th Illinois - 10th Michigan : Col Charles Lum - 14th Michigan : Ltc George W. Grummond - 17th New York : Cpt Alexander S. Marshall                                       |
| Deuxième division BG James D. Morgan    | Deuxième brigade BG John G. Mitchell | - 34th Illinois : Cpt Peter F. Walker - 78th Illinois : Ltc Maris R. Vernon - 98th Ohio - 108th Ohio - 113th Ohio - 121st Ohio : Maj Aaron Robinson                                                            |
| Deuxième division BG James D. Morgan    | Troisième brigade Bvt BG Benjamin D. Fearing (w) Ltc James W. Langley | - 86th Illinois : Ltc Allen L. Fahnestock - 125th Illinois : Ltc James W. Langley - 22nd Indiana : Cpt William h. Snodgrass - 37th Indiana (une compagnie) - 52nd Ohio : Ltc Charles W. Clancy - 85th Illinois |
| Troisième division Bvt MG Absalom Baird | 1st Brigade Col Morton C. Hunter | - 82nd Indiana - 23rd Missouri (4 compagnies) - 17th Ohio - 31st Ohio - 89th Ohio - 92nd Ohio (11th Ohio attaché)                                                                                              |
| Troisième division Bvt MG Absalom Baird | Deuxième brigade Ltc Thomas Doan | - 75th Indiana - 87th Indiana - 101st Indiana - 2nd Minnesota - 105th Ohio |
| Troisième division Bvt MG Absalom Baird | Troisième brigade Col George P. Este | - 74th Indiana - 18th Kentucky - 14th Ohio - 38th Ohio |
| Artillerie Maj Charles Houghtaling      | - Battery C, 1st Illinois Light : Lt Palmer Scovel - Battery I, 2nd Illinois Light : Lt Judson Rich - 19th Indiana Battery : Lt Samuel D. Webb (†), Lt Clinton Keeler - 5th Wisconsin Battery : Cpt Joseph McKnight | |

#### XXe corps
Bvt MG Alpheus S. Williams
| Division                                  | Brigade | Régiments et autres |
| ----------------------------------------- | --- | --- |
| Première division BG Nathaniel J. Jackson | Première brigade Col James L. Selfridge | - 5th Connecticut - 123rd New York : Col James C. Rogers - 141st New York - 46th Pennsylvania |
| Première division BG Nathaniel J. Jackson | Deuxième brigade Col William Hawley | - 2nd Massachusetts - 13th New Jersey : Maj Frederick H. Harris - 107th New York - 150th New York - 3rd Wisconsin                                                                                  |
| Première division BG Nathaniel J. Jackson | Troisième brigade BG James S. Robinson | - 82nd Illinois : Ltc Edward S. Salomon - 101st Illinois : Ltc John B. LeSage - 143rd New York : Ltc Hezekiah Watkins - 82nd Ohio - 61st Ohio - 31st Wisconsin                                     |
| Deuxième division Bvt MG John W. Geary    | Première brigade Bvt BG Ario Pardee, Jr. | - 5th Ohio - 29th Ohio - 66th Ohio - 28th Pennsylvania - 147th Pennsylvania |
| Deuxième division Bvt MG John W. Geary    | Deuxième brigade Col George W. Mindil | - 33rd New Jersey - 119th New York - 134th New York - 154th New York - 73rd Pennsylvania - 109th Pennsylvania                                                                                      |
| Deuxième division Bvt MG John W. Geary    | Troisième brigade Bvt BG Henry A. Barnum | - 60th New York - 102nd New York - 137th New York - 149th New York - 29th Pennsylvania - 111th Pennsylvania                                                                                        |
| Troisième division Bvt MG William T. Ward | Première brigade Col Henry Case | - 70th Indiana - 79th Ohio - 102nd Illinois - 105th Illinois - 129th Illinois |
| Troisième division Bvt MG William T. Ward | Deuxième brigade Col Daniel Dustin | - 33rd Indiana - 85th Indiana - 19th Michigan - 22nd Wisconsin |
| Troisième division Bvt MG William T. Ward | Troisième brigade Bvt BG William Cogswell | - 20th Connecticut : Ltc Philo B. Buckingham - 33rd Massachusetts - 136th New York - 55th Ohio : Col Edwin H. Powers - 73rd Ohio : Ltc Samuel H. Hurst - 26th Wisconsin : Col Frederick C. Winkler |
| Artillerie Maj John A. Reynolds           | - Battery I, 1st New York Light : Cpt Charles E. Winegar - Battery M, 1st New York Light : Lt Edward P. Newkirk - Battery C, 1st Ohio Light : Lt Jerome Stephens - Battery E, Pennsylvania Light | |

### Cavalerie
| Division                                    | Brigades                                          | Régiments et autres |
| ------------------------------------------- | ------------------------------------------------- | --- |
| Troisième division Bvt MG Judson Kilpatrick | Première brigade Col Thomas J. Jordan             | - 3rd Indiana Cavalry (battalion) - 8th Indiana Cavalry - 2nd Kentucky Cavalry - 3rd Kentucky Cavalry - 9th Pennsylvania Cavalry |
| Troisième division Bvt MG Judson Kilpatrick | Deuxième brigade Bvt BG Smith D. Atkins           | - 92nd Illinois (monté) - 9th Ohio Cavalry - 10th Ohio Cavalry - 9th Michigan Cavalry - McLaughlin's (Ohio) Squadron             |
| Troisième division Bvt MG Judson Kilpatrick | Troisième brigade Col George E. Spencer           | - 1st Alabama Cavalry - 5th Kentucky Cavalry - 5th Ohio Cavalry                                                                  |
| Troisième division Bvt MG Judson Kilpatrick | Quatrième brigade (provisoire) Ltc William B. Way | - 1st Regiment - 2nd Regiment - 3rd Regiment                                                                                     |
| Troisième division Bvt MG Judson Kilpatrick | Artillerie                                        | - 10th Wisconsin Battery |

## Sources
- Bentonville Battlefield website
- Bradley, Mark L. Last Stand in the Carolinas: The Battle of Bentonville. Campbell, California: Savas Publishing Company, 1996.  (ISBN 1-882810-02-3).